# Dolichopus maculata
Dolichopus maculata är en tvåvingeart som först beskrevs av Octave Parent 1936.  Dolichopus maculata ingår i släktet Dolichopus och familjen styltflugor.
Artens utbredningsområde är Kongo. Inga underarter finns listade i Catalogue of Life.